# Xã Fayette, Quận Linn, Iowa
Xã Fayette (tiếng Anh: Fayette Township) là một xã thuộc quận Linn, tiểu bang Iowa, Hoa Kỳ. Năm 2010, dân số của xã này là 1.267 người.